# René Dantigny
Pour les articles homonymes, voir Dantigny.
René Dantigny, né le 6 décembre 1889 dans le 18e arrondissement de Paris et mort au combat le 7 septembre 1914 à Vaubecourt, est un sportif français, spécialiste de demi-fond et notamment du 800 mètres.

## Palmarès
- Championnats de France d'athlétisme
  - 800 mètres : 1er en 1913 et 1914 (en 1914 devant Jean Bouin qui finit 2e)[4].